# Moses Blah
Moses Zeh Blah (Nimba, 18 de abril de 1947 – Monróvia, 1 de abril de 2013) militar e diplomata, foi presidente da Libéria após a renúncia de Charles Ghankay Taylor. Governou entre 11 de agosto e 14 de outubro de 2004.

## Carreira
Blah nasceu em Toweh Town, Libéria, uma aldeia de língua Gio no nordeste do condado de Nimba, perto da fronteira com a Costa do Marfim. Ele se juntou a Ghankay Taylor por causa de um ódio compartilhado pelo presidente Samuel Doe, que matou a esposa de Blah junto com centenas de outras pessoas em um massacre étnico. Ele treinou com Ghankay Taylor em um campo de guerrilha líbia e serviu com ele como general durante a guerra civil da Libéria na década de 1990. Ele ocupou o cargo de embaixador na Líbia e na Tunísia depois que Ghankay Taylor foi eleito em 1997. Em julho de 2000, Blah foi nomeado como Vice-presidente após a morte de Enoch Dogolea, que havia rumores de ter sido envenenado.
Blah era conhecido como um homem quieto e despretensioso, dirigindo seu próprio jipe pela cidade em vez de usar uma carreata e motorista, e vestindo mantos africanos esvoaçantes em vez do uniforme militar verde-oliva normal. Ele estava constantemente irritado com a presença de guarda- costas seguindo-o.
Em junho de 2003, Ghankay Taylor deixou o país para negociações de paz em Gana, e enquanto estava lá foi indiciado pelo tribunal de crimes de guerra em Serra Leoa. Blah foi instado pelos Estados Unidos a tomar o poder de Ghankay Taylor durante sua ausência, mas Blah não fez tal tentativa. Após o retorno de Taylor, Blah foi mantido em prisão domiciliar por dez dias, mas foi posteriormente absolvido e reintegrado como vice-presidente.
Quando Ghankay Taylor renunciou em agosto daquele ano, Blah o sucedeu brevemente como presidente. Ele foi condenado por grupos rebeldes liberianos por seus laços estreitos com Ghankay Taylor; eles acusaram que ele simplesmente continuaria as práticas de Ghankay Taylor. Blá respondeu chamando os rebeldes de "irmãos" e dizendo: "Deixe o passado para trás. Se houver poder, podemos compartilhá-lo". Ele convidou os rebeldes para negociar em sua própria casa.
Em 7 de abril de 2008, Blah disse que havia recebido uma intimação para testemunhar no julgamento de Taylor perante o Tribunal Especial de Serra Leoa em Haia. Ele disse que iria testemunhar e "falar a verdade", e testemunhou em 14 de maio de 2008, descrevendo crianças-soldados e a relação entre Ghankay Taylor e Foday Sankoh. Em 1 de fevereiro de 2009, Blah foi acusado de participar do assassinato do comandante da RUF Sam Bockarie, por uma narrativa de testemunha aos comissários da Comissão de Verdade e Reconciliação da Libéria. A testemunha, um comandante sênior da extinta Unidade Antiterrorista do presidente exilado Charles Ghankay Taylor, afirmou que o vice-presidente Blah fazia parte da conspiração e participou do assassinato de Bockarie na cidade de Tiaplay, no condado de Nimba.
Blah morreu no início de 1 de abril de 2013, duas semanas e três dias antes de seu 66º aniversário, no Hospital John F. Kennedy na Monróvia.